# Cantón de Norrent-Fontes
El cantón de Norrent-Fontes era una división administrativa francesa, que estaba situada en el departamento de Paso de Calais y la región de Norte-Paso de Calais.

## Composición
El cantón estaba formado por dieciocho comunas:
- Auchy-au-Bois
- Blessy
- Bourecq
- Estrée-Blanche
- Ham-en-Artois
- Isbergues
- Lambres
- Liettres
- Ligny-lès-Aire
- Linghem
- Mazinghem
- Norrent-Fontes
- Quernes
- Rely
- Rombly
- Saint-Hilaire-Cottes
- Westrehem
- Witternesse

## Supresión del cantón de Norrent-Fontes
En aplicación del Decreto nº 2014-233 de 24 de febrero de 2014, el cantón de Norrent-Fontes fue suprimido el 22 de marzo de 2015 y sus 18 comunas pasaron a formar parte; trece del nuevo cantón de Aire-sur-la-Lys y cinco del nuevo cantón de Lillers.